# Hospiz (Weißenburg)

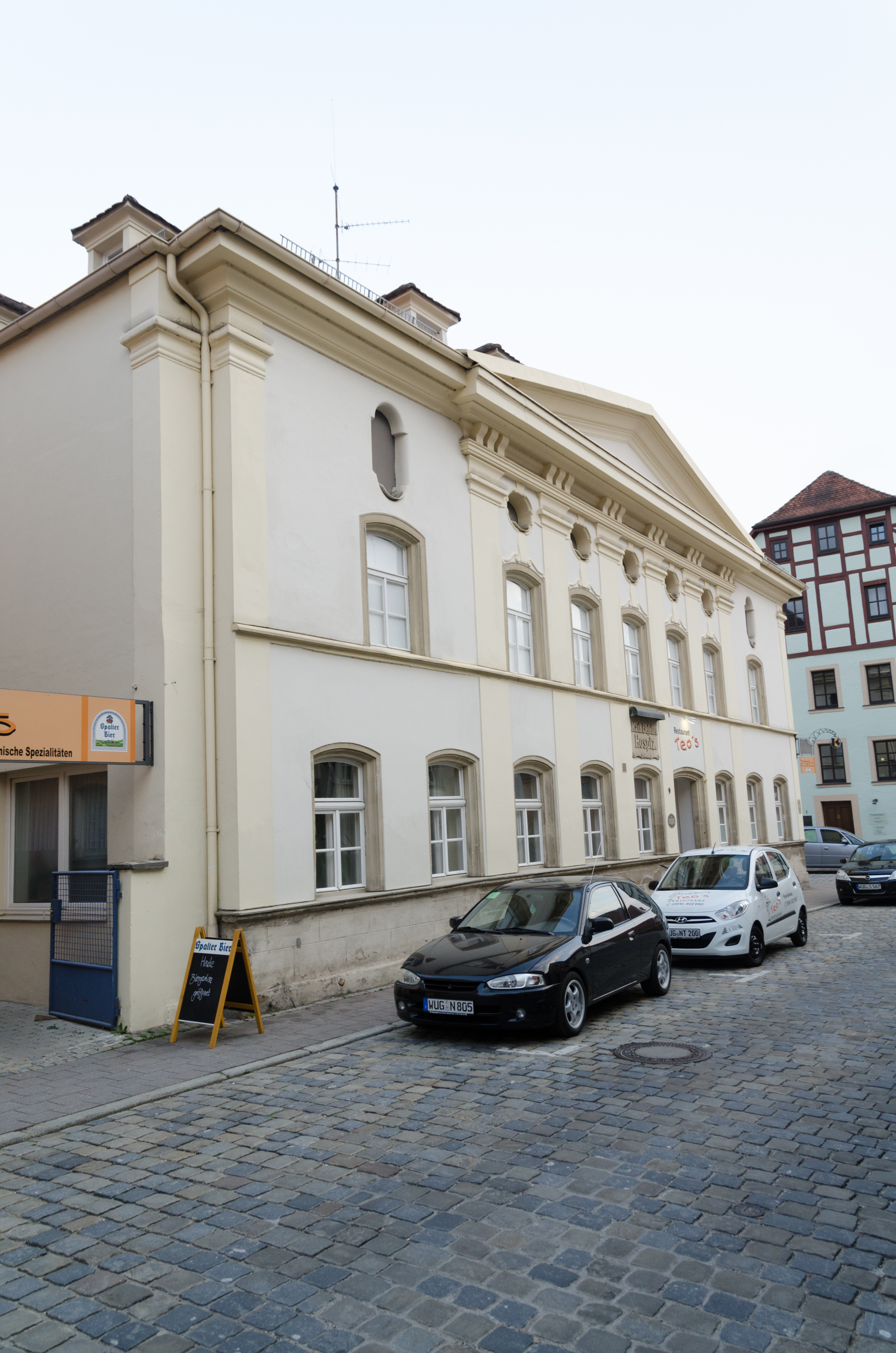
Das ehemalige katholische Hospiz im April 2013

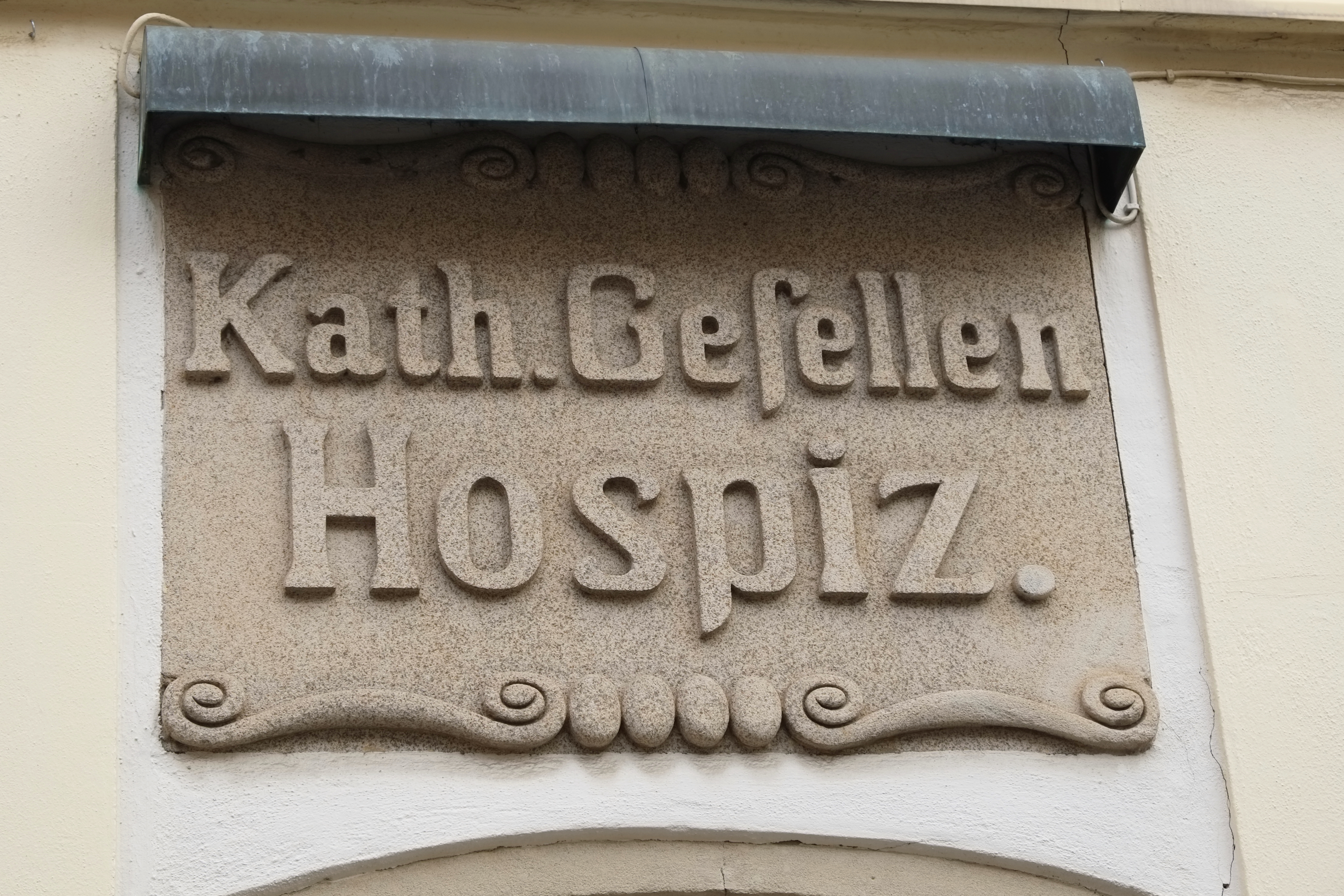
Inschrift über dem Portal

Das Hospiz ist ein Gebäude innerhalb der Altstadt von Weißenburg in Bayern, einer Großen Kreisstadt im mittelfränkischen Landkreis Weißenburg-Gunzenhausen. Die postalische Adresse lautet Auf der Wied 9. Das Bauwerk ist unter der Denkmalnummer D-5-77-177-83 als Baudenkmal in die Bayerische Denkmalliste eingetragen.
Das Bauwerk steht in der südlichen Altstadt in einer Ecklage an der Einmündung der Straße Auf der Wied in die Innere Türkengasse, umrahmt von weiteren denkmalgeschützten Bauwerken auf einer Höhe von 418 Metern über NHN.
Das Gebäude ist ein zweigeschossiger, repräsentativer, monumentaler Walmdachbau mit Dreiecksgiebel und Eckpilaster. 1847 wurde es in der Art eines spätklassizistisches Stadtpalais von der Schweinehändlerswitwe Katherina Wägemann errichtet. 1892 erwarb der katholische Gesellenverein das Gebäude und ließ es zum katholischen Gesellenhospiz umbauen. 1913 wurde das Hospiz im Stile des Historismus nach den Plänen von Max Hans Mayer barockisiert sowie grundlegend erweitert. Der Nebenbau ist ein zweigeschossiger Fachwerkgiebelbau aus dem frühen 19. Jahrhundert.